# ガリドマグナイ・バヤスガラン
ガリドマグナイ・バヤスグラン（モンゴル語: Баясгалангийн Гарьдмагнай、Garidmagnai Bayasgalan、1985年9月17日 ‐ ）は、モンゴル・コンビナット出身の元サッカー選手、サッカー指導者。現役時代のポジションはMF。
2003年よりモンゴル代表としてプレーした。